# Rudi Felgenheier
Rudolf „Rudi“ Felgenheier (* 20. Dezember 1930 in Horchheim am Rhein; † 20. Oktober 2005 in Koblenz-Güls) war ein deutscher Motorradrennfahrer.

## Karriere
Bereits das erste Rennen, das er mit der Ende 1949 erworbenen Fahrerlizenz bestritt, gewann er. Es war 1950 auf dem Nürburgring die 125er-Saugmotorenklasse, die damals noch von den Kompressormaschinen getrennt gewertet wurde. Weitere Siege 1950 gelangen ihm beim Solitude-Rennen auf der Solitude in Stuttgart und bei einem Rennen in Saarbrücken.
Nach seinem Sieg 1951 auf einer privaten 125-cm³-DKW beim Feldbergrennen im Taunus, der damals mit etwa 60 Kurven pro Runde schwersten Rennstrecke Deutschlands, erhielt Felgenheier ab 1952 einen Werksvertrag bei DKW. Er gewann sensationell den Großen Preis von Deutschland 1952 auf der Solitude bei Stuttgart in der 250er-Klasse mit fast einer Minute Vorsprung vor dem Zweiten des Rennens Hein Thorn Prikker auf Moto Guzzi. Mit diesem Sieg erreichte er den fünften WM-Platz. Es blieb der einzige DKW-WM-Sieg. Im selben Jahr 1952 siegte er auf dem Sachsenring vor Ewald Kluge.
Nach einem schweren Sturz im Training zur Tourist Trophy auf der Isle of Man 1953 musste Rudi Felgenheier vorzeitig seine Karriere beenden. Er betrieb dann eine Mechanische Werkstatt in Lahnstein.
Felgenheier starb am 20. Oktober 2005 im Alter von 74 Jahren. Er war in seinen letzten Lebensmonaten blind.

## Statistik

### Rennsiege
(gefärbter Hintergrund = Weltmeisterschaftslauf)
| Jahr | Klasse  | Maschine | Rennen                       | Strecke      |
| ---- | ------- | -------- | ---------------------------- | ------------ |
| 1951 | 125 cm³ | DKW      | Feldbergrennen               | Feldbergring |
| 1952 | 250 cm³ | DKW      | Großer Preis von Deutschland | Solitude     |
| 1952 | 250 cm³ | DKW      | Sachsenring-Rennen           | Sachsenring  |

### In der Motorrad-Weltmeisterschaft
| Saison | Klasse  | Motorrad | Rennen | Siege | Zweiter | Dritter | Punkte | Ergebnis |
| ------ | ------- | -------- | ------ | ----- | ------- | ------- | ------ | -------- |
| 1952   | 125 cm³ | DKW      | 1      | 1     | –       | –       | 8      | 5.       |
| Gesamt | Gesamt  | Gesamt   | 1      | 1     | 0       | 0       | 8      |          |